# 카이에 미흐켈손
카이에 미흐켈손(에스토니아어: Kaie Mihkelson, 1948년 10월 12일 ~ )은 에스토니아의 배우이다.